# Родькіно (Новосибірська область)
Родькіно (рос. Родькино) — присілок у Усть-Тарцькому районі Новосибірської області Російської Федерації.
Входить до складу муніципального утворення Новосилишинська сільрада. Населення становить 6 осіб (2010).

## Історія
Згідно із законом від 2 червня 2004 року органом місцевого самоврядування є Новосилишинська сільрада.

## Населення
| 2002 | 2007 | 2010 |
| ---- | ---- | ---- |
| 29   | ↘10  | ↘6   |